# Acridone sintasi
La acridone sintasi è un enzima appartenente alla classe delle transferasi, che catalizza la seguente reazione:
3 malonil-CoA + N-metilantraniloil-CoA ⇄ 4 CoA + 1,3-diidrossi-N-metilacridone + 3 CO2
L'enzima appartiene alla categoria delle polichetide sintasi delle piante. Ha molte somiglianze con la calcone sintasi e la stilbene sintasi.